# Aleksander Dejneka

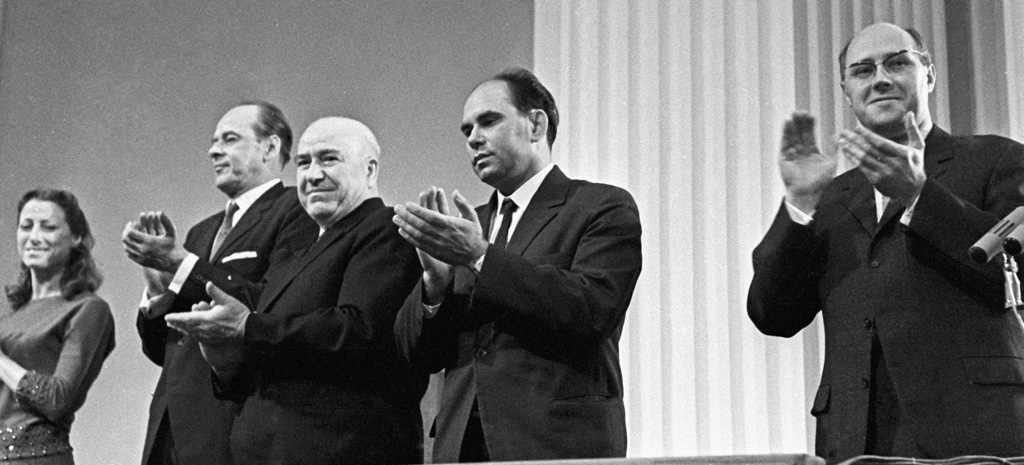
Utdelningen av Leninpriset 1964. Alexander Dejneka är tredje personen från vänster.

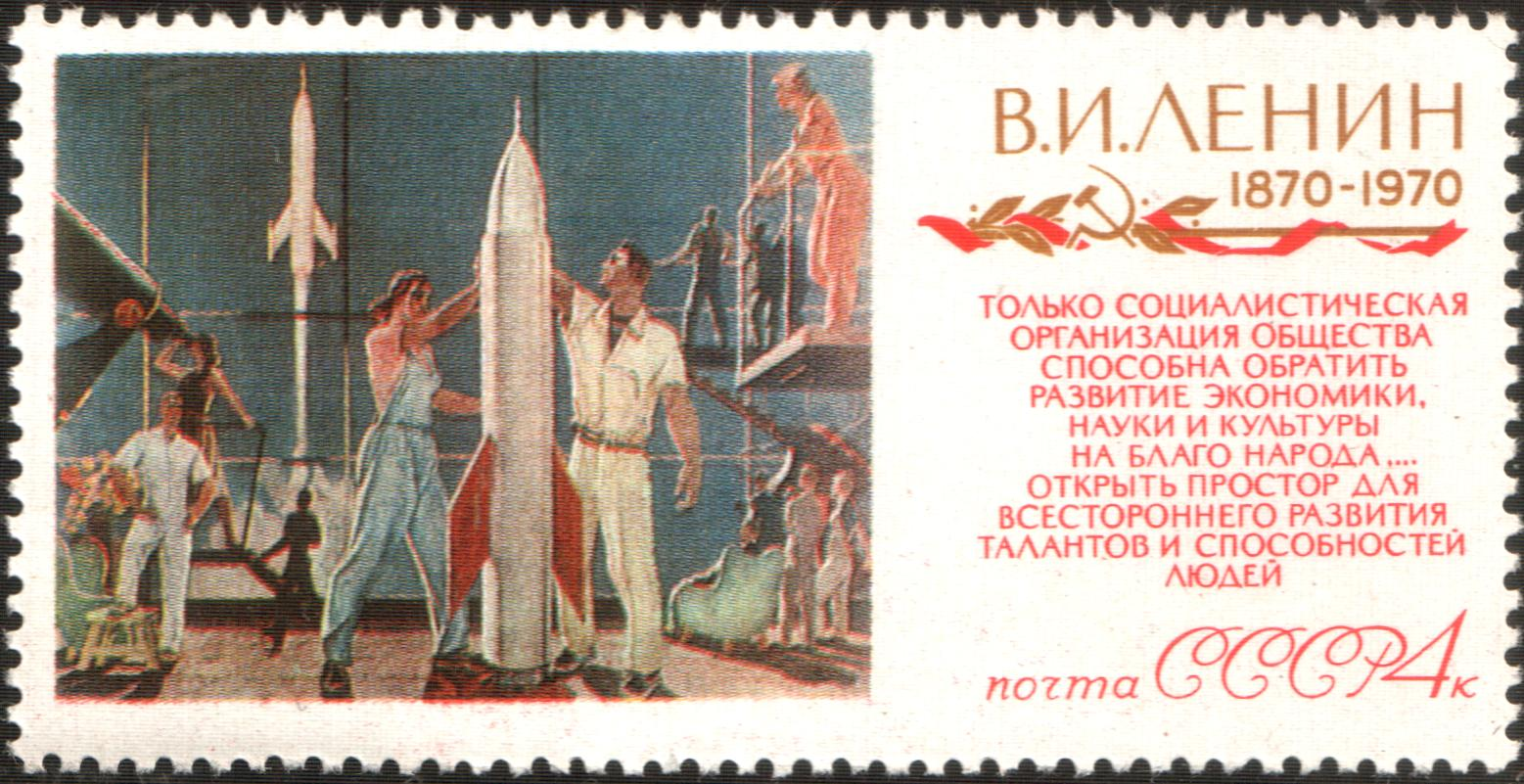
Dejnekas målning Rymdens erövrare (1961) på ett frimärke från 1970.

Alexander Aleksandrovitj Dejneka (ryska: Алекса́ндр Алекса́ндрович Дейне́ка), född 20 maj 1899 i Kursk, död 12 juni 1969 i Moskva, var en sovjet-rysk konstnär. Hans verk hör till den socialistiska realismen som var den förhärskande konstriktningen i Sovjetunionen vid denna tid.

## Biografi
Dejneka fick sin utbildning vid konstskolan i Charkov i Sovjetrepubliken Ukraina 1915-17 och var liksom de flesta av sina generationskamrater engagerad i de samtida revolutionära skeendena. Han arbetade med konst inom Röda armén 1919-20, under inbördeskriget, och vidareutbilade sig senare vid Konsthögskolan VHUTEMAS i Moskva.
Alexander Dejneka  tillhörde under slutet av 1920-talet organisationen OST (Stafflimålarnas förening). Liksom de flesta konstnärsgrupper vid denna tid stod OST för en konst med revolutionärt innehåll, men de förespråkade en modern realism i utförandet. Deras stil var ett figurativt måleri utvecklat ur avantgardekonsten. Dejneka skapade under dessa år verk med motiv från fabriker och inbördeskriget i en stram modern realism. Kända är bland annat målningarna Kvinnliga textilarbetare  från 1927 och Försvaret av  Petrogard från 1928. 
Under åren kring 1930 pågick det livliga diskussionor om konstens roll i den nya Sovjestaten och Dejneka anslöt sig till de mest "proletära" grupperna; 1928 blev han medlem i den nya konstnärsorganisationen Oktober (Oktyabr) och därefter i RAPKh (Ryska föreningen för revolutionära konstnärer). År 1932 upplöstes alla konstnärsgrupper och en enda partitrogen organisation grundades – Sovjetkonstnärernas förbund SSKh - vars konstnärliga doktrin var den socialistiska realismen.
Under 1930-talet gjorde Dejneka en mängd verk om flygare och flygplan samt grafiska arbeten, affischer och bokillustrationer, och mosaikutsmyckningar i tunnelbanestationen Majakovskaja i Moskva. I och med Tysklands invasion av Sovjetunionen 1941 blev Dejnekas konst mer dramatisk och patriotisk; mest känd från krigsåren är målningen Försvaret av Sebastopol från 1942. Efter kriget återgick han till vardagliga scener i samma gemytliga figurativ stil som utmärker mosaikerna i tunnelbanestationen Majakovskaja. 
Alexander Dejneka blev 1963 utsedd till Folkets artist, och mottog 1964 Leninpriset. Dejneka avled i Moskva 1969.

## Kända verk i urval
- Kvinnliga textilarbetare, 1927
- Försvaret av  Petrogard, 1928
- Fallskärmshoppare över havet, 1934
- Mosaiker i Majakovskaja, 1938.
- Försvaret av Sebastopol, 1942.